# Анемометър
Ветромери или анемометри (от гръцкото άνεμος – „вятър“) са уреди за измерване силата на вятъра. Разделят се на два вида в зависимост дали измерват скоростта, или налягането на вятъра, но двата показателя са взаимно свързани.
Обикновеният ветромер с плочка (ветромер на Вилд) се състои от 2 части – неподвижна (носеща тръба-мачта, закрепена с обтяжки, в горния край на която са фиксирани 4 взаимноперпендикулярни пръчки, едната от които е обозначена с основна посока на света N или S) и подвижна част. Подвижната част се състои от тръба, към която в долната част е закрепено крило и метална топка, а в горния ѝ край са монтирани скоростомерна дъгова скала и подвижна около оста си ламаринена плочка. Ветромерът е устроен така, че металната топка да сочи посоката на духане на вятъра. Скалата е разграфена на 7 степени. Според теглото на плочката ветромерите се делят на такива с лека плочка (200 г) и с тежка плочка (800 г).
Обикновено в метеорологичните паркове са монтирани 2 бр. ветромери – по един с лека и тежка плочки. Определянето на посоката става в продължение на 2 минути, като метеорологът застава близо до мачтата. Ако през това време отклонението е значително, се записва средната или преобладаващата посока и това, че вятърът е „променлив“. Определянето на скоростта става, като наблюдателят застава перпендикулярно на посоката на вятъра. В зависимост от отклонението на плочката скоростта се отчита по единия (с леката плочка) или по другия (с тежката плочка) ветромер. Записва се делението, което е характерно за скоростта на вятъра за около 2 минути, а самата скорост се изчислява по таблица.